# كونتشيتا كارولين
كونتشيتا كارولين (بالإندونيسية: Conchita Caroline)‏ هي ممثلة إندونيسية، ولدت في 21 أغسطس 1995 في جاكرتا في إندونيسيا.